# Publius Furius Philus
Publius Furius Philus était un homme politique de la République romaine. Il est le fils de Spurius Furius Philus, dont rien n'est connu. Les Furii Phili étaient apparemment des patriciens appartenant à la gens des Furii.

## Biographie
En 223 av. J.-C., il est le premier membre de sa famille à accéder au consulat. Mais la démission des deux consuls élus en 223 av. J.-C. est demandée pour un problème de procédure à caractère religieux, la prise des auspices à leur entrée en fonction s'étant révélée défavorable. Si Philus démissionne immédiatement, Caius Flaminius Nepos refuse.
En 216 av. J.-C., il est nommé préteur urbain, avec pour collègue Marcus Pomponius Matho. Il obtint la charge de juger les procès entre citoyens romains, tandis que son collègue obtint celle de juger les procès entre citoyens et pérégrins.
En 214 av. J.-C., il devient censeur, avec Marcus Atilius Regulus. Durant leur censure, ils refusèrent, avec le Sénat, de payer la rançon des sénateurs qui s'étaient rendus à la bataille de Cannes en 216 av. J.-C. et sanctionnèrent les Romains qui avaient osé demander la paix à Carthage après la défaite. Le plus célèbre fut Lucius Caecilius Metellus, qui fut déchu du Sénat, et dégradé de son rang équestre. Quand il fut élu tribun de la plèbe en décembre 214 av. J.-C., il tenta de poursuivre les censeurs pour l'avoir dégradé. Mais les censeurs n´étaient pas responsables de leurs actes accomplis dans le cadre de leurs fonctions.
Les censeurs prirent également des mesures adéquates en ces temps troublés où Hannibal Barca combattait à Tarentum, Capoue, Venesia et d'autres villes stratégiques en Italie méridionale.
En 213 av. J.-C., durant le lustrum il meurt en fonction dans un guet-apens alors qu'il commandait la cavalerie romaine. C'est peut-être le premier censeur romain à mourir sur un champ de bataille durant le recensement. Le recensement est alors interrompu et son collègue Regulus est obligé de démissionner.